# اتفاقية تكنولوجيا المعلومات

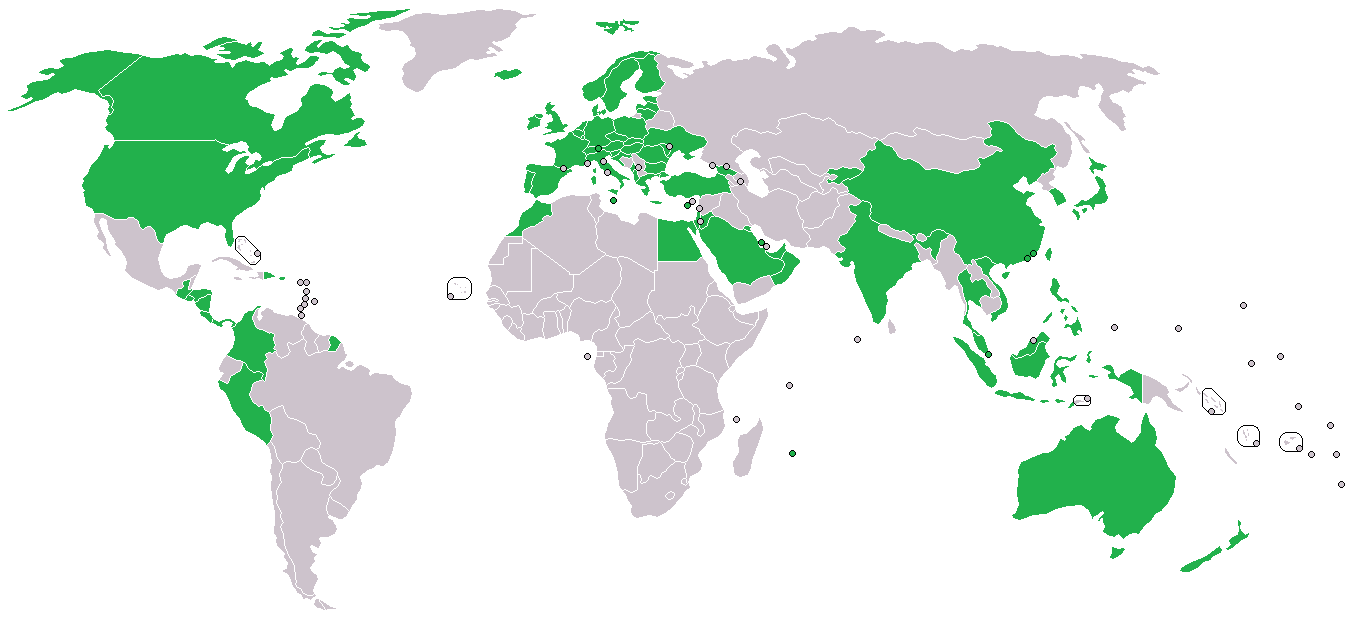
أطراف اتفاقية تكنولوجيا المعلومات

اتفاقية تكنولوجيا المعلومات (ITA) اتفاقية فرضتها منظمة التجارة العالمية (WTO) وأبرمت في الإعلان الوزاري بشأن تجارة منتجات تكنولوجيا المعلومات في عام 1996، ودخلت حيز التنفيذ في 1 يوليو 1997. منذ 1997 راقبت لجنة رسمية من منظمة التجارة العالمية تنفيذها.
الهدف من هذه المعاهدة تقليل الضرائب والرسوم الجمركية على تقنية المعلومات products by signatories to zero.